# Pseudogobio
Genre
Pseudogobio est un genre de poissons téléostéens de la famille des Cyprinidae et de l'ordre des Cypriniformes. Les espèces de ce genre se rencontrent en Asie de l'Est.

## Liste des espèces
Selon FishBase (20 novembre 2016) :
- Pseudogobio banggiangensis Nguyen, 2001
- Pseudogobio esocinus (Temminck & Schlegel, 1846)
- Pseudogobio guilinensis Yao & Yang, 1977
- Pseudogobio vaillanti (Sauvage, 1878)

## Étymologie
Il semblerait que le genre Pseudogobio (du grec ancien ψευδής, pseudês, « faux, erroné ») doive son nom au précédent classement de son espèce type, Pseudogobio esocinus, dans le genre Gobio et à l'apparente relation entre ces deux genres.

## Publication originale
- (la) Bleeker, 1860 : Conspectus systematis Cyprinorum. Natuurkundig Tijdschrift voor Nederlandsch Indië, vol. 20, n. 3, p. 421-441[3] (texte intégral).